# HQ-16 (ミサイル)
HQ-16（中国語: 紅旗-16, 拼音: Hong Qi-16）は、中華人民共和国で開発された地・艦対空ミサイル・システム。輸出名はLY-80。ロシアのブークM2のリバースエンジニアリングに基づき開発されたとみられている。

## 来歴
本システムは、中国人民解放軍海軍のソヴレメンヌイ級駆逐艦に搭載されたシュチーリ艦対空ミサイル・システムのアップグレードを企図した中露共同開発の成果であるとされており、2000年頃にブークM1-2をロシアより購入したのち、2005年よりアルマズ・アンティ社の協力を受けて開発に着手した。
このような経緯もあってまず艦載版のHHQ-16が装備化され、これを搭載した054A型フリゲートは2008年より就役を開始した。その後、2011年9月より陸軍向けの最初のバージョンであるHQ-16Aの配備が開始された。また2016年にはHQ-16Bが公表され、2018年にはHQ-16Cが初期作戦能力を獲得したものとみられる。

## 設計

### ミサイル本体
まず実用化されたHHQ-16のミサイルはロシアのシュチーリ-1で採用された9M317MEの中国版ともいわれており、射程40キロとされる。HQ-16Aの射程も同程度とされており、また巡航ミサイルを迎撃する場合の射程は12キロまで短縮するともされる。一方、HQ-16B/Cはロケットモーターや翼面を改良し、射程を70キロに延伸した。ミサイルの誘導方式はセミアクティブ・レーダー・ホーミングで、航空機に対しては85パーセント、巡航ミサイルに対しては60パーセントの単発撃破確率（SSKP）が見込まれている。

### システム構成
発射機は垂直発射方式を採用している。054A型フリゲートに搭載された矩形のVLSは8セルで1つのモジュールを構成し、形式名はH/AKJ-16とされる。同型ではシュチーリと同じ「アリェーフ」（NATO名「フロント・ドーム」）火器管制レーダーが誘導を担当する。またHHQ-9用のVLSを用いて052D型駆逐艦（昆明級）や055型駆逐艦（南昌級）でも搭載可能とされる。
地上版の場合、ロシアのブークでは装軌式の自走発射機を用いていたのに対し、HQ-16ではTA5350 6×6高機動トラックをベースとした装輪式の自走発射機が採用された。典型的な射撃中隊は、6セルのVLSを搭載した発射機4両、指揮統制ユニット、レーダー・ユニット2基（Lバンドを用いて探知距離85キロのものとSバンドを用いて探知距離140キロのもの）、発電機で構成される。